# Kechie Tennent
Emma Marie „Kechie“ Tennent (* 1888 in Penang, Malaya; † 1968) war eine britische Aquarellmalerin, die für ihre Darstellungen englischer und bayerischer Landschaften bekannt ist. Sie war vor allem in den Jahren 1920 bis 1933 und 1950 bis 1965 tätig.

## Leben
Kechie Tennent wurde als ältestes von acht Kindern in Penang, Malaya (heute Malaysia) geboren. Ihr Vater, Charles Tennent, arbeitete dort als Makler für Lewis & Peat (London). Ihre Mutter, Marion Ethel Edwards, stammte aus einer walisischen Familie in Blackheath, London. Emma Marie erhielt den Spitznamen „Kechie“, das malaiische Wort für „klein“, der sie ihr Leben lang begleitete. Nach der Rückkehr der Familie nach England ließ sie sich in der Nähe von Blackheath nieder. In Blackheath lernte Kechie ihren späteren Ehemann Claughton Pellew kennen, den ältesten Sohn einer benachbarten Familie. Pellew hatte von 1907 bis 1911 an der Slade School of Art studiert. Unter seinem Einfluss nahm Kechie 1912 ebenfalls ein Studium an der Slade auf, das sie bis 1914 absolvierte. Dort studierte sie unter anderem bei Christine Kühlenthal, die später John Nash, einen Freund von Claughton Pellew, heiratete.
Während des Ersten Weltkriegs arbeitete Tennent ab 1916 für zwei Jahre als Hilfsschwester im St. Dunstan’s Hospital für blinde Kriegsveteranen in London. Als überzeugter Pazifist verweigerte Pellew den Kriegsdienst und wurde dafür zwei Jahre lang inhaftiert. Nach seiner Entlassung 1918 galt er als sozial isoliert. Im Jahr 1919 heiratete Kechie Tennent Claughton Pellew und das Paar zog sich in den Norden Norfolks zurück, wo sie ein einfaches und zurückgezogenes Leben führten. 1921 stellten beide erstmals je ein Werk im New English Art Club aus. 1922 unternahmen sie eine sechsmonatige Reise nach Bayern, die einen prägenden Einfluss auf Kechies künstlerisches Schaffen hatte. Es folgten weitere Aufenthalte in Süddeutschland, wo sie Inspiration für viele ihrer frühen Landschaftsbilder fand.
1926/27 ermöglichte Kechies Familie dem Paar den Erwerb eines Grundstücks zwischen Southrepps und Trunch in Norfolk. Dort errichteten sie mit Hilfe eines örtlichen Bauunternehmers das Wohnhaus „The Pightle“. Bis 1955 hatten sie keinen Strom und lebten einfach und naturverbunden. 1927 hatte Tennent ihre erste Einzelausstellung in der Goupil Gallery, in der sie dreißig Aquarelle aus Norfolk und Bayern zeigte. Die Werke wurden positiv aufgenommen und sowohl mit dem „präraffaelitischen“ als auch dem „japanischen“ Stil in Verbindung gebracht.
1933 adoptierten Kechie Tennent und Claughton Pellew ihre Nichte Anne Tennent, nachdem Annes Mutter in Malaya gestorben war. Die Verantwortung für das Kind führte dazu, dass Kechie bis in die 1950er Jahre kaum künstlerisch tätig war. In dieser Zeit verschlechterte sich auch die wirtschaftliche Situation des Paares, da die Nachfrage nach Claughtons Werken zurückging. Zwischen 1939 und 1941 vermieteten sie ihr Haus „The Pightle“ und lebten vorübergehend in Sheringham. Erst in den 1950er Jahren begann Kechie Tennent wieder intensiver zu malen. 1965 zeigte sie erneut eine Auswahl ihrer Aquarelle in einer erfolgreichen Ausstellung in den Assembly Rooms in Norwich. Einige dieser Arbeiten zählen zu ihren späten Hauptwerken. Kechie Tennent starb 1968 an den Folgen ihrer Parkinson-Krankheit.

## Werk
Ihr künstlerisches Werk umfasst vor allem atmosphärische Landschaften, die von der Natur Nord-Norfolks und der bayerischen Alpen inspiriert sind. Ihre Gemälde zeichnen sich durch eine harmonische Farbgebung und eine ruhige Atmosphäre aus. Einige ihrer Werke wurden in der Goupil Gallery in London ausgestellt.  